# 킬러 데스사이저
킬러 데스사이저 투 볼텍스 헌터(Killer Deathsizer Two Voltex Hunter)는 베이블레이드 버스트에 등장하는 베이이다.

## 파츠
- 레이어: 킬러 데스사이저(KD)
- 디스크: 투(2)
- 프레임: 볼텍스(V)
- 드라이버: 헌터(H)

## 사용자
- 쿠로가미 다이나

## 설명
무게 중심이 맞지가 않아서 그런지 지구력이 약한 편이나 편중심을 이용해 더블 스트라이크의 타격을 강화하는 것으로 보인다. 하지만 이 더블 스트라이크의 칼날 자체가 너무 가볍기 때문에 사실상 없는 능력, 잉여 기믹 취급을 받아서 성능 체감이 안 된다.
헌터 드라이버는 운용 난이도가 높지만 고무 축 특유의 가속력 덕분에 빠른 속도를 보여주며, 충돌했을 때 상대를 쫓아가서 들이받는 특성을 지녔다.

## 기술
- 더블 스트라이크

## 같이 보기
베이블레이드 버스트의 베이 목록